# Busuanga (Palawan)
Busuanga is een gemeente in de Filipijnse provincie Palawan. Het grootste deel van de gemeente ligt op het westelijke deel van het gelijknamige eiland Busuanga, een van de Calamianeilanden ten noorden van Palawan. Een van de eilanden die ook tot de gemeente Busuanga behoren is Calauit. Het daar gevestigde safaripark is een van de grootste toeristenattracties van de gemeente. Bij de laatste census in 2007 had de gemeente ruim 19 duizend inwoners.

## Geografie

### Bestuurlijke indeling
Busuanga is onderverdeeld in de volgende 14 barangays:
| - Bogtong - Buluang - Cheey - Concepcion - Maglalambay - New Busuanga - Old Busuanga | - Panlaitan - Quezon - Sagrada - Salvacion - San Isidro - San Rafael - Santo Niño |

## Demografie
Busuanga had bij de census van 2007 een inwoneraantal van 19.066 mensen. Dit zijn 3.567 mensen (23,0%) meer dan bij de vorige census van 2000. De gemiddelde jaarlijkse groei komt daarmee uit op 2,90%, hetgeen hoger is dan het landelijk jaarlijks gemiddelde over deze periode (2,04%). Vergeleken met de census van 1995 is het aantal mensen met 3.223 (20,3%) toegenomen.

De bevolkingsdichtheid van Busuanga was ten tijde van de laatste census, met 19.066 inwoners op 392,9 km², 40,3 mensen per km².